# De Vlugt
De Vlugt è una località abitata sudafricana situata nella municipalità distrettuale di Eden nella provincia del Capo Occidentale.

## Geografia fisica
Il piccolo centro sorge sulle rive del fiume Keurbooms a circa 55 chilometri a nord della città di Knysna.

## Storia
La località nacque come campo di lavoro dei 270 detenuti che costruirono il passo Principe Alfredo nel 1861, attorno al quale si sviluppò, successivamente, una piccola comunità.